# Торнанадаска
Торнанадаска (венг. Tornanádaska; ранее называлась Надаска; венг. Nádaska) — деревня в уезде Боршод-Абауй-Земплен района Эделеньи.

## Этимология
Название деревни происходит от бывшего уезда Торна и венгерского слова «nádas» (тростник). В средние века деревня называлась Надасд.

## Расположение
Деревня расположена рядом со словацкой границей, в 28 км от Аггтелека и в 11 км от Сеглигета. Это самое северное поселение в Венгрии. До него можно добраться по шоссе 27. Железнодорожная станция Торнанадаска — самая северная железнодорожная станция в стране (на железнодорожной линии Мишкольц-Торнанадаска). До неё можно добраться на автобусе маршрутов 3707, 4124 и 4136 компании Volánbusz.

## История
Деревня была заселена славянами в начале 13 века. Впервые он написан в 1280 году в письме о пожертвовании. Первоначально назывался Надасд, позже был изменён на Надаска, чтобы отличить его от других поселений с таким же названием. Название получило приставку Torna- в 1905 году для обозначения уезда Абауй-Торна. Долгое время деревня была королевской собственностью. Жители поселения бежали от турецкого нашествия в 1570 году. Деревня какое-то время была необитаемой и снова была заселена только в 1600-х годах. В селе есть римско-католический храм в стиле барокко, который, скорее всего, был построен на руинах предыдущего храма в 1776 году. От реформатского храма осталась только колокольня. В 1793 г. в гостях у графини Гюлай Роберт Таунсон, ученый и английский путешественник, останавливался в замке Надаска и первым упомянул зомболов Алшо-хедь в своей книге об учебной поездке в Венгрию, изданной в Лондоне. в 1797 году.

## Достопримечательности
Замок Хадик (венг. Hadik-kastély) — Замок семьи Хадик: средневековый замок в стиле барокко, несколько раз отремонтированный, в настоящее время приемный дом.
Кечкевар — бывший замок Торнанадаска, он находится на венгерско-словацкой границе, поэтому он разделен между Торнанадаской и Дворники-Вчеларе.
Римско-католический храм — построен между 1776 и 1779 годами в стиле барокко.
Колокольня несуществующей реформатской церкви.
Статуя Святого Стефана

## Мэры
- 1990—1994: Имре Морваи[2]
- 1994—1998: Имре Морваи[3]
- 1998—2002: Тибор Такач[4]
- 2002—2006: Тибор Такач[5]
- 2006—2010: Тибор Такач[6]
- 2010—2010: Петер Шуцко[7]
- 2011—2014: Тамаш Бери[8]
- 2014—2019: Тамаш Бери[9]
- С 2019 г .: Тамаш Бери[10]

## Население
Изменения в населении поселения:
- 2013 год — 735 чел.
- 2014 год — 757 чел.
- 2015 год — 758 чел.

В 2001 г. 63 % населения поселка объявили себя цыганами, 37 % венграми.
Во время переписи 2011 года 94,8 % жителей идентифицировали себя как венгры и 56,7 % как цыгане (из-за двойной идентичности общее количество может быть больше 100 %). Религиозное распределение было следующим: католики 39,1 %, реформисты 2,1 %, греко-католики 0,6 %, внеконфессиональные 9,1 % (47,2 % не ответили).